# Archivio di psicologia, neurologia e psichiatria
Das Archivio di psicologia, neurologia e psichiatria ist eine in Nocera Inferiore gegründete italienische Fachzeitschrift, die 2001 eingestellt wurde.
Ihre Vorgänger hießen unter anderem Il manicomio - Archivio di psichiatria e scienze affini, Archivio generale di neurologia e psichiatria (1920 durch den Psychiater Marco Levi Bianchini gegründet), Archivio generale di neurologia, psichiatria e psicoanalisi (ab 1921). In den 1930er Jahren beeinflusste Agostino Gemelli die Zeitschrift wesentlich. Das Archivio di psicologia, neurologia, psichiatria e psicoterapia schließlich, wurde zum wissenschaftlichen Organ der Psychologischen Fakultät der Università Cattolica di Milano.